# Odonticium raitviirii
Odonticium raitviirii är en svampart som beskrevs av Parmasto 1968. Odonticium raitviirii ingår i släktet Odonticium, klassen Agaricomycetes, divisionen basidiesvampar och riket svampar.   Inga underarter finns listade i Catalogue of Life.